# Guerguina Dvoretzka
Guerguina Dvoretzka (en cyrillique bulgare Гергина Дворецка), née le 21 janvier 1954 à Sofia, est une journaliste et femme de lettres bulgare, fille des intellectuels bulgares Margarita Nikolova et Ivan Gargov. 

## Biographie
Guerguina Dvoretzka a étudié au lycée français de Sofia. Plus tard elle a fini ses études de lettres à l'université Saint-Clément d'Ohrid de Sofia. Guerguina Dvoretzka travaille depuis plus de 30 ans à la Radio nationale bulgare où elle commencé à faire en 1990 la première émission sur l'intégration européenne en Europe centrale et orientale. Auteur de quatre recueils de poèmes.
En juillet 2006 Guerguina Dvoretzka est nommée chevalier de l'ordre des Palmes académiques en France.
Dvoretzka est mariée et mère d’un fils.